# Eugenio Cobo
Eugenio Cobo (Cidade do México, 22 de março de 1939) é um ator e produtor de televisão mexicano.

## Filmografia

### Televisão
- Por amar sin ley (2018) .... Advogado
- Papá a toda madre (2017-2018) .... Sr. Restrepo
- La candidata (2016-2017)
- Antes muerta que Lichita (2015-2016) .... Isidro "El General" Pacheco
- Qué pobres tan ricos (2013-2014) .... Juiz
- Porque el amor manda (2012) .... Padre Domingo
- Un refugio para el amor (2012) .... Juiz Manríquez de Anda
- Como dice el dicho (2011) .... Leonardo
- Una familia con suerte (2011) .... Dr. Octavio Romero
- Mañana es para siempre (2008-2009) .... Dr. Eusébio
- Palabra de mujer (2007-2008) .... Armando Longoria
- La esposa virgen (2005) .... Padre Matías
- Amarte es mi pecado (2004) .... Hipólito
- Te amaré en silencio (2002)
- La otra (2002) .... Padre Agustín
- Amigas y rivales (2001) .... Pedro González
- Ramona (2000) .... General Alonso Moreno
- Laberintos de pasión (1999-2000) .... Arturo Sandoval
- Desencuentro (1997-1998) .... Fernando Estévez
- Lazos de amor (1995-1996) .... Ele mesmo
- Morelia (1995-1996) .... Arturo Solórzano
- El vuelo del águila (1994-1995) .... Venustiano Carranza
- Sueño de amor (1993) .... Federico
- La última esperanza (1993) .... Sócrates
- Cenizas y diamantes (1990) .... Tomás
- Morir para vivir (1989) .... Pedro
- Como duele callar (1987) .... Padre Antonio
- Pobre juventud (1986-1987)
- Esperándote (1985) .... Dr. Millán
- Guadalupe .... Médico
- La fiera (1983).... Dr. Millán
- El hogar que yo robé (1981).... Karim Abud
- Colorina (1980).... Dr. Germán Burgos
- Pelusita (1980).... Dr. Zuñiga
- Los ricos también lloran (1979).... Arturo

### Cinema
- Borrar de la Memoria (2011)
- Cabeza de buda (2009).... Flavio
- Sexo y otros secretos (2007).... Vizinho de Sr. Duarte
- Trece miedos (2007).... Oficial
- Ernesto Alonso: Estrella de estrellas (2007).... Narrador
- Mujer, casos de la vida real (2007)....
- Premios TV y novelas 2006 (2006).... Ele mesmo
- Guía de padres (2003).... Narrador
- Cuentos para solitarios (1999).... Ulises
- Infamia (1991)
- El jugador (1991).... Sadot
- Las buenas costumbres (1990).... Gerardo Cuellar
- Zapata en Chinameca (1987)
- El misterio de la casa abandonada (1987).... Gabriel
- Ángela Morante, ¿crimen o suicidio? (1981).... Paco Simon
- La sucesion (1980)
- Estas ruinas que ves (1979).... Don Leandro